# Storängstorpet
Storängstorpet este o arie protejată (arie specială de conservare — SAC, sit de importanță comunitară — SCI) din Suedia întinsă pe o suprafață de 5,5 ha, integral pe uscat.

## Localizare
Centrul sitului Storängstorpet este situat la coordonatele 59°56′42″N 18°41′28″E / 59.945°N 18.691°E.

## Înființare
Situl Storängstorpet a fost declarat sit de importanță comunitară în iunie 2001 pentru a proteja 1 specie de plante. Situl a fost protejat și ca arie specială de conservare în martie 2011.

## Biodiversitate
Situată în ecoregiunea boreală, aria protejată conține 1 habitat natural: Păduri caducifoliate de mlaștină fino-scandinave.
La baza desemnării sitului se află o specie protejată de  plante: Herzogiella turfacea.